# 迪本多夫
迪本多夫（德語：Dübendorf）是瑞士联邦苏黎世州乌斯特区的市镇。该市镇面积为13.61平方公里，海拔高度440米，2018年12月31日人口数为28,667，其中信奉羅馬天主教和基督教的居民各佔三成。

## 外部連結
- 迪本多夫官方网站 （页面存档备份，存于） （德文）